# Prvostřevo

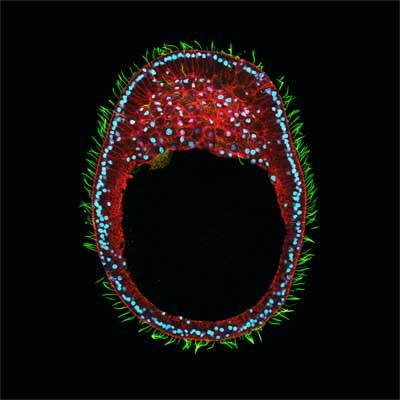
Příčný průřez embryem žahavce; patrná je dutina prvostřeva

Prvostřevo (archenteron) je dutina vznikající v embryu díky procesu gastrulace. Stěny prvostřeva jsou tvořeny endodermem. Z tohoto endodermu se vytváří budoucí střevo, ale odštěpuje se z něj také endomezoderm (např. struna hřbetní). Prvostřevo je specializované na trávení potravy. Tu však mnohdy není potřeba aktivně získávat, protože embryu bývá dodána matkou (v podobě žloutku).
Místo, kde ústí prvostřevo na povrch, se označuje jako blastoporus čili prvoústa. Ten může sloužit jako přijímací či vyvrhovací otvor, jindy posléze zaniká či se mění na ústní otvor nebo řitní otvor.